# Angelópolis
Angelópolis este un municipiu în Columbia, în departamentul Antioquia.